# 羽咋市
羽咋市（日语：／ Hakui shi */?）是位于日本石川县北部的行政區劃。
轄區位於能登半島根部西側，西側臨日本海，北側和東南側分別為眉丈山系和寶達丘陵的山區，主要市區位於中間的邑知潟地塹區域中，沿著地塹往東北可以經中能登町一直到位於能登半島東側的七尾市。

## 人口
| 羽咋市人口分布圖 |                                               |  |
| 羽咋市與日本全國年齡別人口分布比較圖 （2005年資料） | 羽咋市的年齡、男女別人口分布圖 （2005年資料） |  |
| ■紫色是羽咋市 ■綠色是全国 | ■藍色是男性 ■紅色是女性                       |  |
| 羽咋市人口變化 \| 1970年 \| 28,530人 \| \| \| 1975年 \| 28,726人 \| \| \| 1980年 \| 28,784人 \| \| \| 1985年 \| 28,789人 \| \| \| 1990年 \| 27,517人 \| \| \| 1995年 \| 26,502人 \| \| \| 2000年 \| 25,541人 \| \| \| 2005年 \| 24,517人 \| \| \| 2010年 \| 23,032人 \| \| \| 2015年 \| 21,729人 \| \| \| 2020年 \| 20,407人 \| \| |                                               |  |
| 資料來源：日本總務省統計中心提供之人口普查數據 |                                               |  |
| 1970年 | 28,530人                                      |  |
| 1975年 | 28,726人                                      |  |
| 1980年 | 28,784人                                      |  |
| 1985年 | 28,789人                                      |  |
| 1990年 | 27,517人                                      |  |
| 1995年 | 26,502人                                      |  |
| 2000年 | 25,541人                                      |  |
| 2005年 | 24,517人                                      |  |
| 2010年 | 23,032人                                      |  |
| 2015年 | 21,729人                                      |  |
| 2020年 | 20,407人                                      |  |

## 歷史
本地大部分區域過去在令制國時代最初屬於越前國羽咋郡，僅東北部小部分區域屬於鹿島郡，718年隨著羽咋郡和鹿島郡被劃入新設立的能登國，雖然一度在742年又隨著能登國被併入越中國，不過757年恢復能登國後，就一直屬於能登國，而能登國的一宮氣多大社也是建於此。
15世紀時為能登畠山氏所控制，但畠山氏在16世紀中因家族內的紛爭而滅亡；16世紀戰國時代末期，織田信長在1581年平地此地後，本地開始隨著能登國成為前田氏的領地。17世紀江戶時代後大部分區域都成為前田氏加賀藩的領地，在江戶時代末期，有部分區域為幕府直屬的領地，不過也是委託加賀藩管理的預地。
19世紀末明治維新後，原屬幕府的領地改由高山縣管理，1871年實施廢藩置縣後加賀藩的領地改隸屬金澤縣，不過同年的第一次府縣整併後，此地區被劃入新設立的七尾縣，但也僅半年過後，又被併回由原金澤縣更而成的石川縣。
1889年日本實施町村制，在現在的羽咋市市中心設立了最初的羽咋町，1954年第一代的羽咋町與周邊上甘田村、粟之保村、富永村、一之宮村、越路野村、塵濱村合併為重新設立的第二代羽咋町；不過僅兩年後的1956年，羽咋町再與位於東側的邑知町、余喜村、鹿島路村合併成第三代的羽咋町，1958年羽咋町進一步升格為羽咋市。

### 變遷表
| 1889年4月1日 | 1889年 - 1912年 | 1912年 - 1944年             | 1912年 - 1944年             | 1945年 - 1954年            | 1955年 - 1989年            | 1955年 - 1989年           | 1989年 - 現在             | 現在                      |
| ------------ | --------------- | --------------------------- | --------------------------- | -------------------------- | -------------------------- | ------------------------- | ------------------------- | ------------------------- |
| 余喜村       | 余喜村          | 余喜村                      | 余喜村                      | 余喜村                     | 1956年9月30日 合併為羽咋町 | 1958年7月1日 改制為羽咋市 | 1958年7月1日 改制為羽咋市 | 1958年7月1日 改制為羽咋市 |
| 鹿島路村     |                 |                             |                             |                            | 1956年9月30日 合併為羽咋町 | 1958年7月1日 改制為羽咋市 | 1958年7月1日 改制為羽咋市 | 1958年7月1日 改制為羽咋市 |
| 上甘田村     | 上甘田村        | 上甘田村                    | 上甘田村                    | 1954年11月3日 合併為羽咋町 | 1956年9月30日 合併為羽咋町 | 1958年7月1日 改制為羽咋市 | 1958年7月1日 改制為羽咋市 | 1958年7月1日 改制為羽咋市 |
| 羽咋町       |                 |                             |                             | 1954年11月3日 合併為羽咋町 | 1956年9月30日 合併為羽咋町 | 1958年7月1日 改制為羽咋市 | 1958年7月1日 改制為羽咋市 | 1958年7月1日 改制為羽咋市 |
| 粟之保村     |                 |                             |                             | 1954年11月3日 合併為羽咋町 | 1956年9月30日 合併為羽咋町 | 1958年7月1日 改制為羽咋市 | 1958年7月1日 改制為羽咋市 | 1958年7月1日 改制為羽咋市 |
| 富永村       |                 |                             |                             | 1954年11月3日 合併為羽咋町 | 1956年9月30日 合併為羽咋町 | 1958年7月1日 改制為羽咋市 | 1958年7月1日 改制為羽咋市 | 1958年7月1日 改制為羽咋市 |
| 一之宮村     |                 |                             |                             | 1954年11月3日 合併為羽咋町 | 1956年9月30日 合併為羽咋町 | 1958年7月1日 改制為羽咋市 | 1958年7月1日 改制為羽咋市 | 1958年7月1日 改制為羽咋市 |
| 越路野村     |                 |                             |                             | 1954年11月3日 合併為羽咋町 | 1956年9月30日 合併為羽咋町 | 1958年7月1日 改制為羽咋市 | 1958年7月1日 改制為羽咋市 | 1958年7月1日 改制為羽咋市 |
| 塵濱村       | 塵濱村          | 1927年9月1日 更名為千里濱村 | 1927年9月1日 更名為千里濱村 | 1954年11月3日 合併為羽咋町 | 1956年9月30日 合併為羽咋町 | 1958年7月1日 改制為羽咋市 | 1958年7月1日 改制為羽咋市 | 1958年7月1日 改制為羽咋市 |
| 若部村       | 若部村          | 1933年5月15日 合併為邑知村  | 1940年2月11日 改制為邑知町  | 1940年2月11日 改制為邑知町 | 1956年9月30日 合併為羽咋町 | 1958年7月1日 改制為羽咋市 | 1958年7月1日 改制為羽咋市 | 1958年7月1日 改制為羽咋市 |
| 北邑知村     |                 | 1933年5月15日 合併為邑知村  | 1940年2月11日 改制為邑知町  | 1940年2月11日 改制為邑知町 | 1956年9月30日 合併為羽咋町 | 1958年7月1日 改制為羽咋市 | 1958年7月1日 改制為羽咋市 | 1958年7月1日 改制為羽咋市 |
| 中邑知村     |                 | 1933年5月15日 合併為邑知村  | 1940年2月11日 改制為邑知町  | 1940年2月11日 改制為邑知町 | 1956年9月30日 合併為羽咋町 | 1958年7月1日 改制為羽咋市 | 1958年7月1日 改制為羽咋市 | 1958年7月1日 改制為羽咋市 |

## 交通
西日本旅客鐵道七尾線自市區南方進入轄內後，轉往東北沿著邑知潟地塹往七尾市方向延伸，羽咋車站是市內的主要車站，大部分經過的特急列車會在此停靠，自金澤市出發利用特急列車可在約半小時抵達；過去在羽咋車站還曾有北陸鐵道的能登線沿著海岸往北通往志賀町，不過能登線已在1972年停止營運。
快速道路能登里山海道也是自金澤市沿著海岸自南方進入轄內後，自金澤市開車經能登里山海道可在約四十分鐘抵達市內；能登里山海道繼續往北深入能登半島，此外還有國道159號、國道249號、國道415號可通往能登半島各地。
市內的客運路線由北陸鐵道旗下的北鐵能登巴士經營，不過僅有三條路線，透過這些路線可以接往金澤市及周邊的七尾市和志賀町；同時市政府也有經營六條循環巴士「跑跑巴士」，可以以羽咋車站為中心連結市內各地。

### 鐵道
- 西日本旅客鐵道
  - 七尾線：（←寶達志水町） - 南羽咋車站 - 羽咋車站 - 千路車站 - （中能登町→）

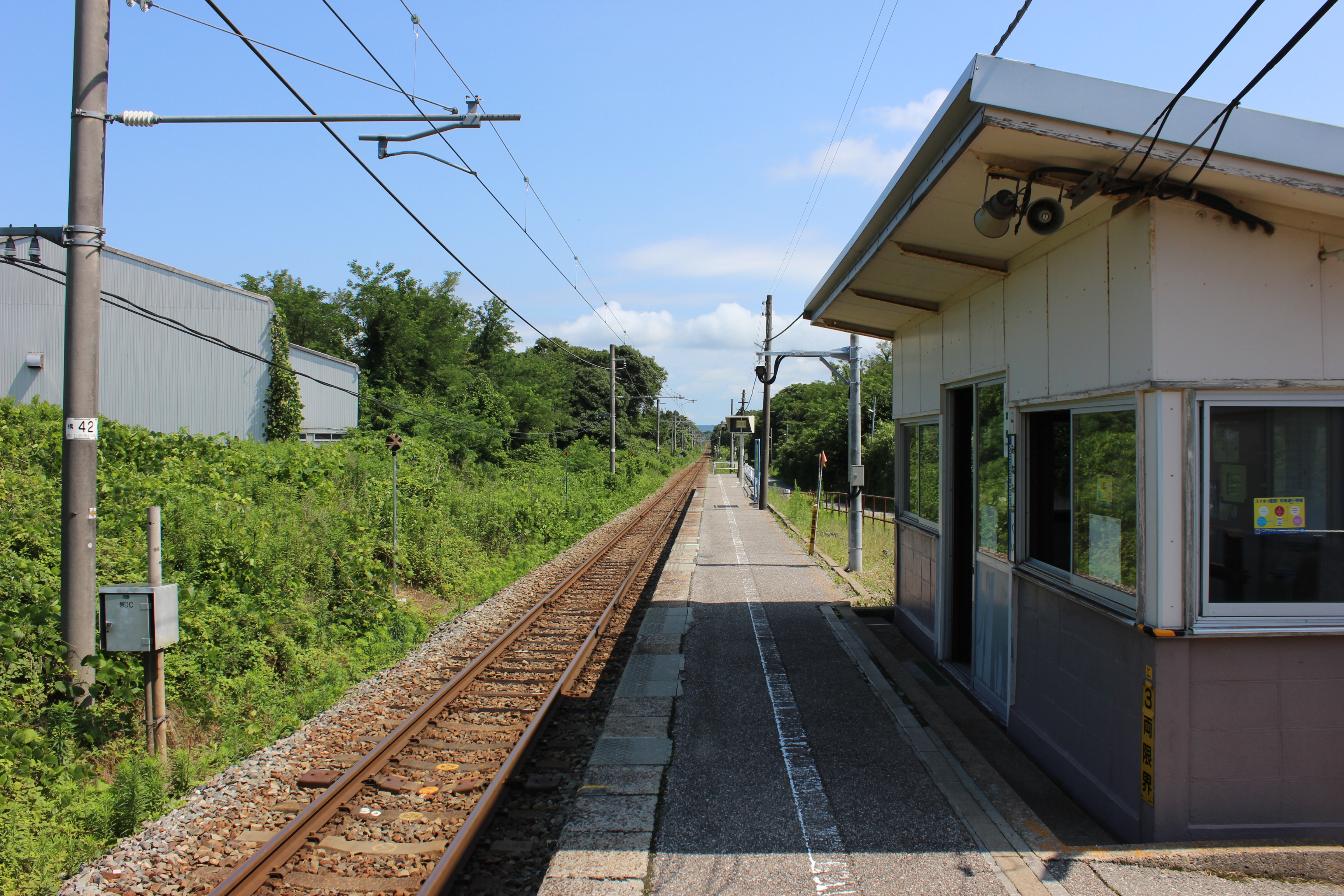
南羽咋車站
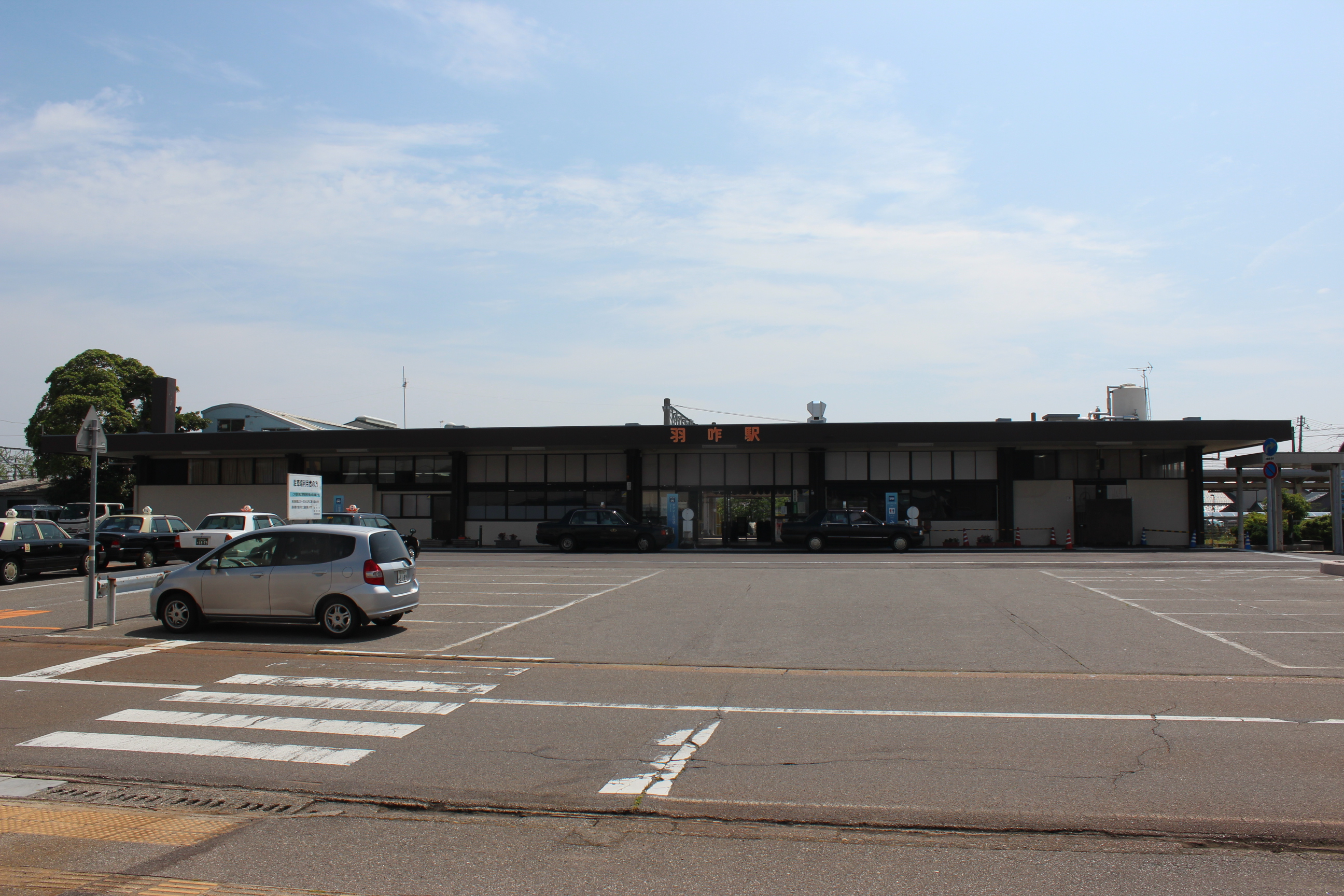
羽咋車站
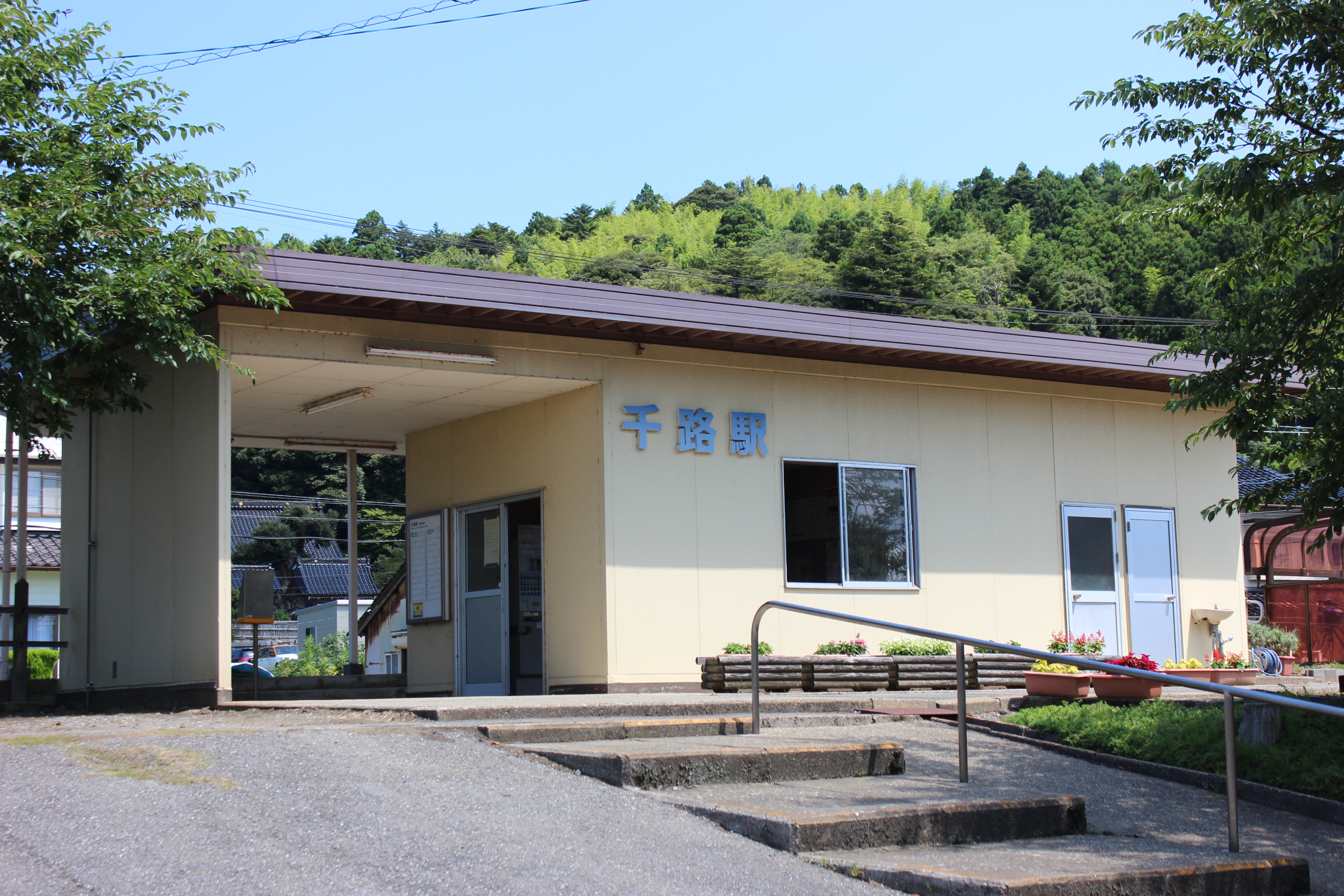
千路車站

### 公路
快速道路
- 能登里山海道：（寶達志水町） - 千里濱交流道（日语：千里浜インターチェンジ） - 柳田交流道（日语：柳田インターチェンジ） - （志賀町）

## 觀光資源
位於市區北部的氣多大社過去為能登國一宮，傳說建於西元前2世紀，目前神社內的本殿、拜殿、神門都已被列為國家重要文化財產。
1990年代羽咋市決定以不明飞行物作為發展地方觀光的主題，因此在建立了宇宙科學館「宇宙島羽咋」，其「宇宙島」之名意為「宇宙的出島」，館內除了收集關於宇宙知識的文物，也大量關於不明飛行物的資訊，因此也成為日本飛碟外星人愛好者一大聚集處，館內甚至可以考取飛碟知識的證書。
西南部的千里濱沿海區域由於為沙丘地形，此區域也已被劃入能登半島國定公園，除了有千里濱海水浴場外，同時在岸邊的沙灘上設有千里濱渚道路的觀光道路，為全日本唯一可讓汽車、巴士合法行駛的沙灘。

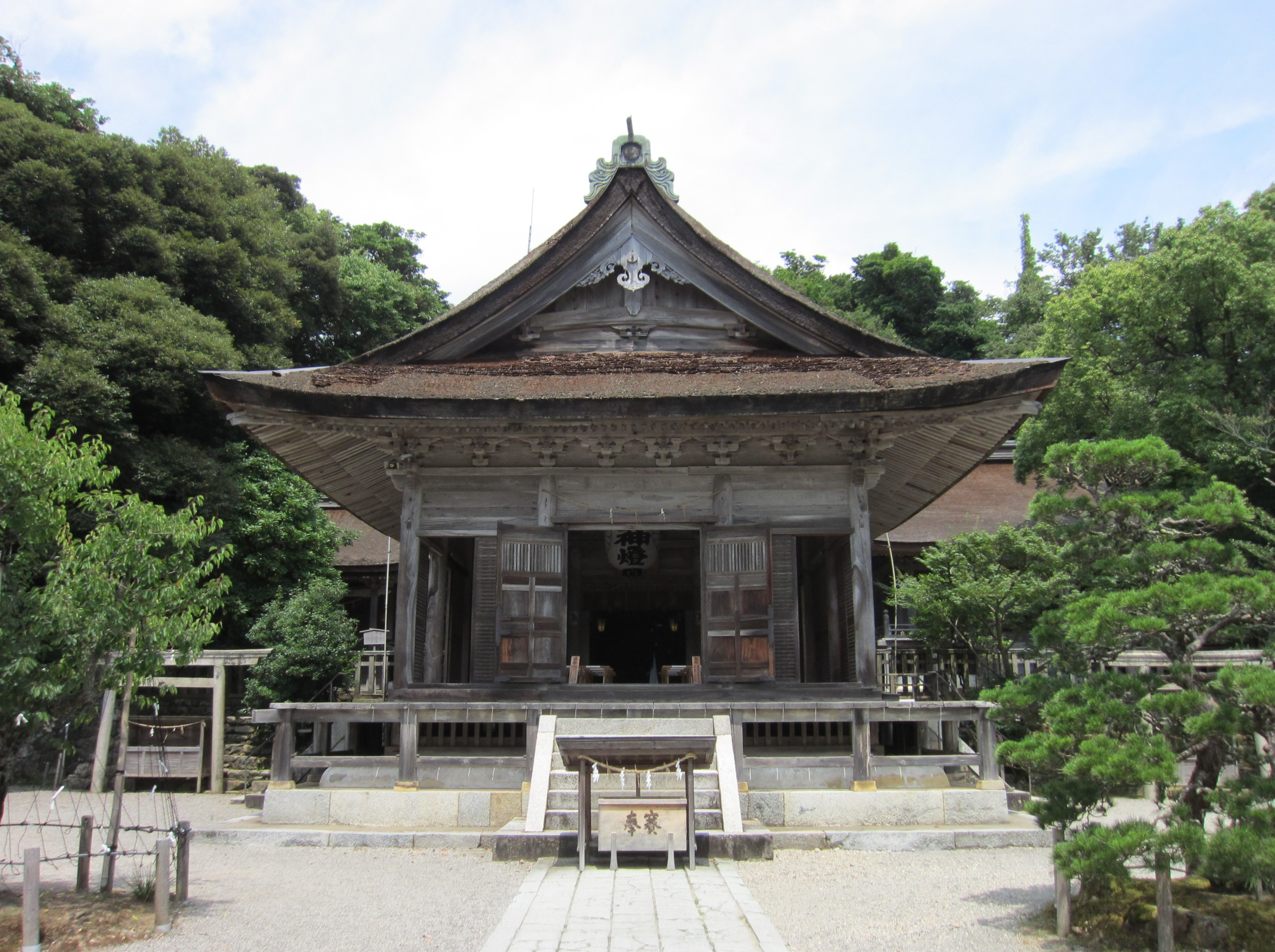
氣多大社拜殿
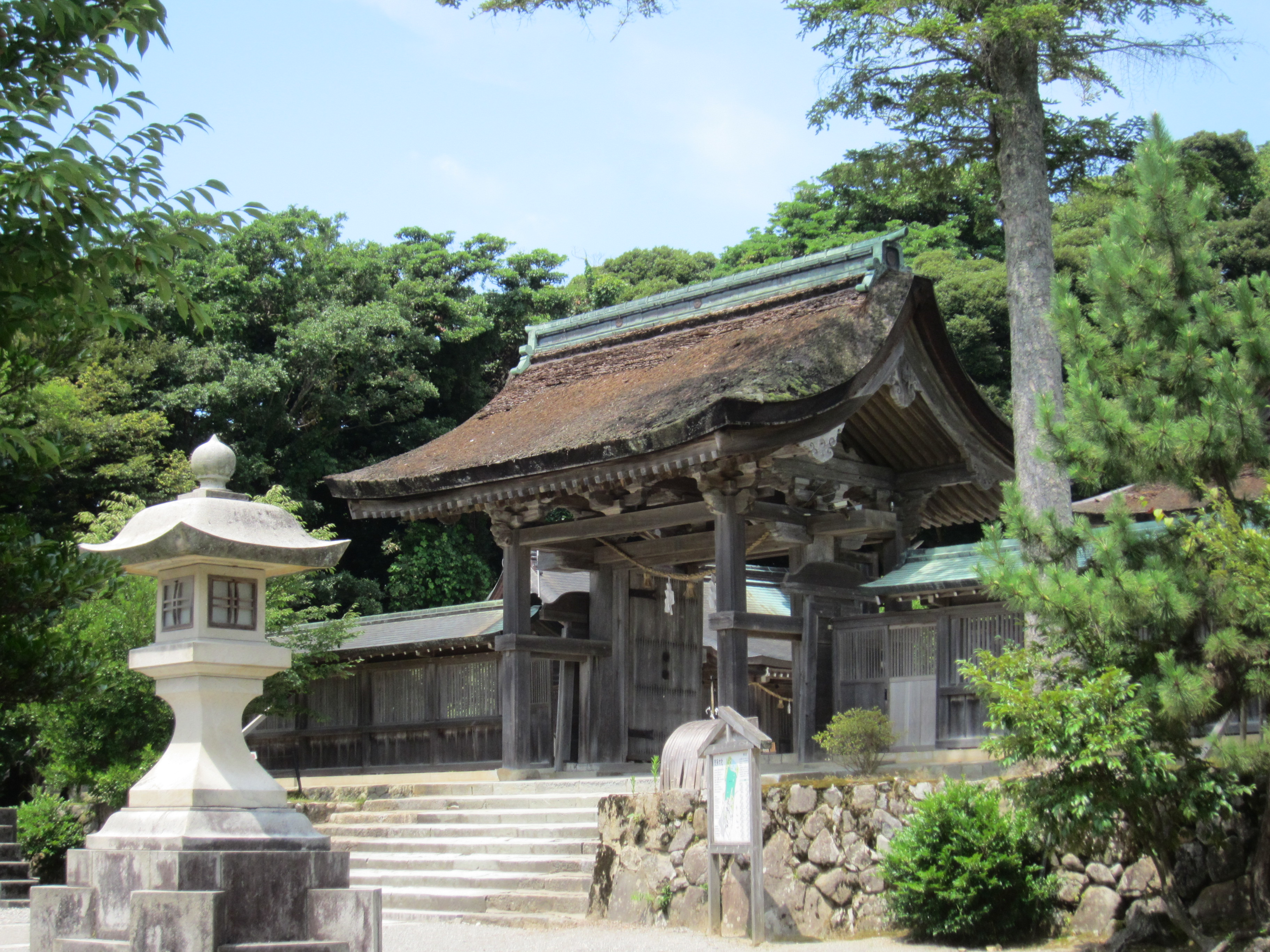
氣多大社神門
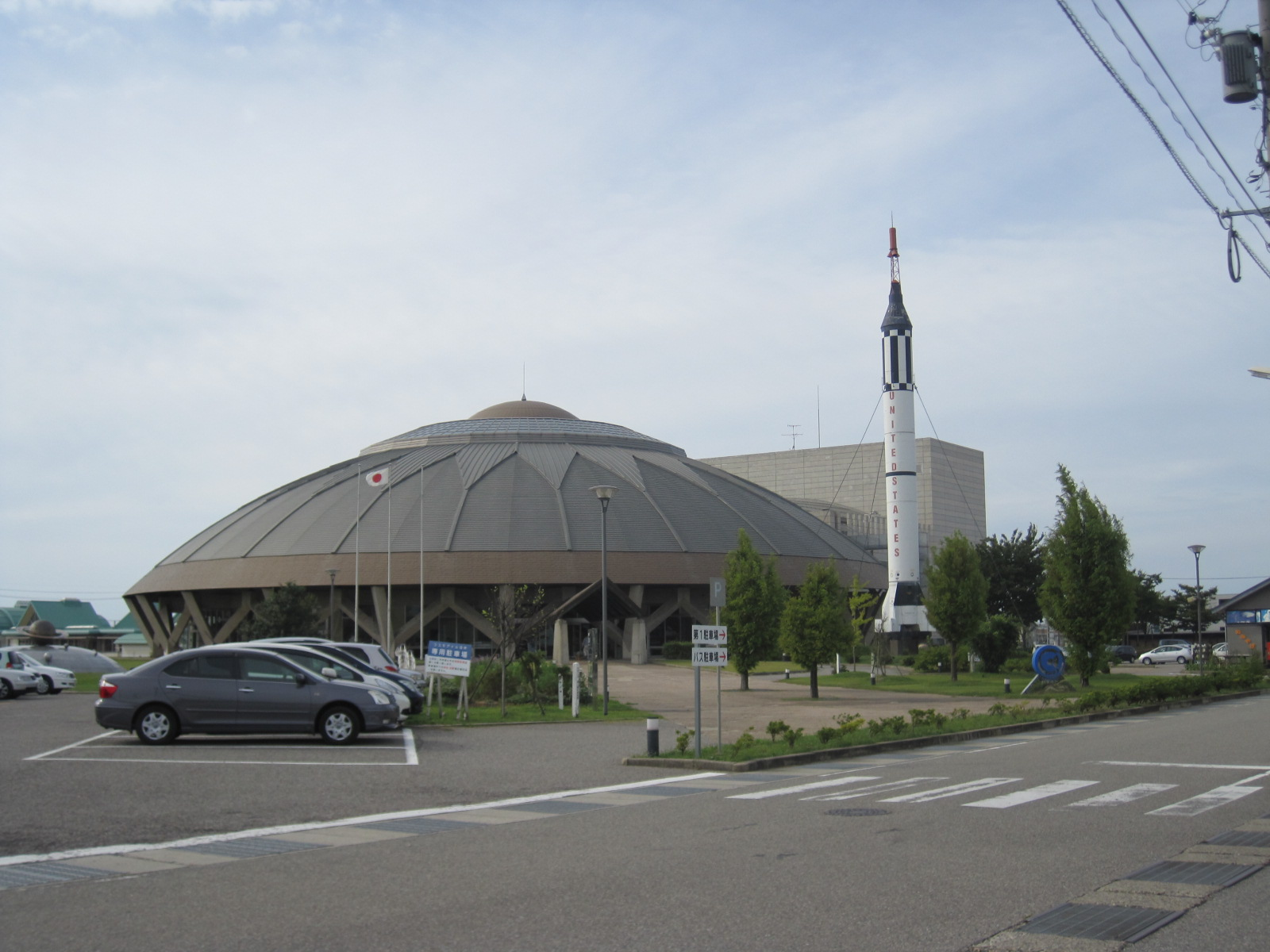
宇宙科學館 - 宇宙島羽咋
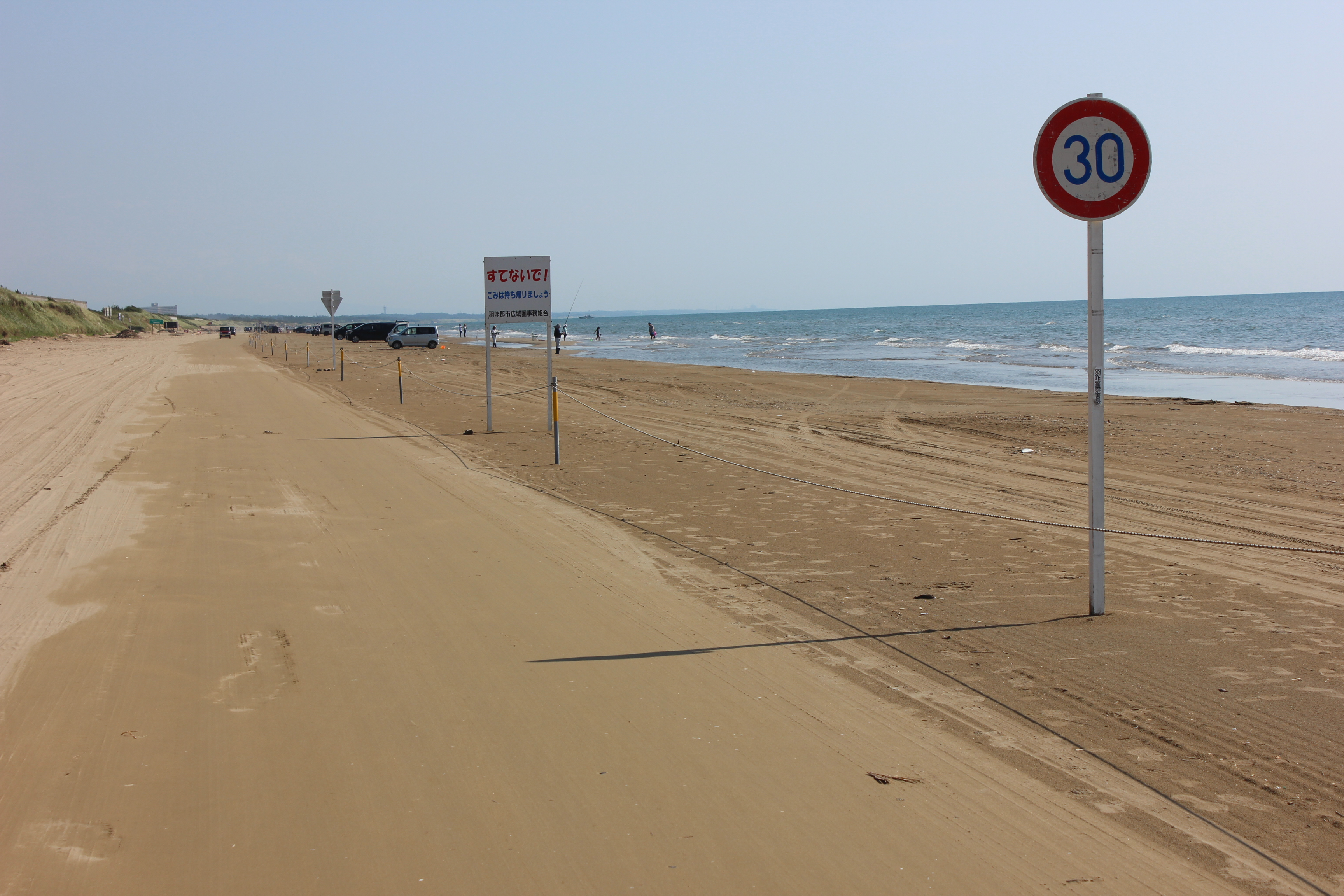
千里濱渚道路

## 姊妹、友好城市

### 日本
- 藤岡市（群馬縣）
兩地於1986年締結為姊妹城市。[18]

### 海外
- 通州区（中国江蘇省南通市）
兩地於2001年締結為友好城市。[19]